# Прудонізм
Прудонізм — різновид дрібнобуржуазного соціалізму, що виник на основі вчення Прудона. Підвалини ідеології були закладені в роботах «Що таке власність?» 1840 p. та згодом доповненні «Система економічних суперечностей, або філософія злиденності» (1846). 

## Історія
Найбільшого поширення ідеї Прудона набули у Франції 19 ст. та інших країнах з численно дрібною буржуазією, де головним прихильником був робочий клас. Французькі секції 1-го Інтернаціоналу з початку створювалися і керувалися прудоністами. Однак рішуча боротьба К. Маркса, Ф. Енгельса та їхніх прибічників проти прудоністів закінчилася повною перемогою марксизму. Так відбувся розрив передовиків пролетаріату і перехід французької секції Інтернаціоналу в руки так званих лівих прудоністів — прихильників революційної класової боротьби. Багато з названих стали активними діячами та керівниками Паризької Комуни 1871 р. на досвіді якої й були виявлені вади прудоністських ідей. Це зіграло вирішальну роль в завершальному розпаді прудоністів. Після смерті П.Ж. Прудона послідовники очолили французьку секцію в Першому Інтернаціоналі та на конгресах в Женеві, Лозанні, Брюсселі (1866-1868 роки).
Прудоністи активно брали участь в Паризькій комуні 1871 року, й на відміну від якобінський-бланкистського більшості діячів, зосереджених на політичних питаннях, прудоністи займали перед собою соціально-економічні питання, надаючи першочергового значення скасування права на успадкування майна.
Також у свій час прудонізм суттєво завдав вплинув на анархо-синдикалізм.

## Концепція
У власних роботах автор висвітлював наступні думки:
- Ліквідація капіталістичної власності.
- Беззбройний спосіб перетворення суспільства.
- Знищення будь-якої державності.
- Запровадження дрібної власності.
- Знищення класової експлуатації за допомогою економічних реформ.

На думку Прудона може існувати дрібна власність, що не експлуатує чужу працю. Не розуміючи дійсних джерел класової експлуатації й пояснюючи її наявним в буржуазному суспільстві нееквівалентним обміном, зостається необхідне здійснення відповідних реформ: безгрошового обміну товарів і безпроцентного кредиту. Здійснення вищезазначених змін нібито дасть можливість перетворити всіх трудящих, при збереженні приватної власності на засоби виробництва, в самостійних виробників, які обмінюються еквівалентно товарами й послугами на засадах взаємодопомоги (мютюелізм). З концепції дрібнобуржуазної утопії Прудон виводив можливість здійснення «соціальної революції» мирним шляхом. 
«Не знищити капіталізм і його основу - товарне виробництво, а очистити основу від зловживань, від наростів; не знищити обмін і мінову вартість, а навпаки, «конституювати» її, зробити загальною, абсолютною, «справедливою», позбавленою коливань, криз, зловживань - ось ідея Прудона » Ленін (ПСС виданян 5 том 13)
Розвиваючи власні концепції в період Революції 1848 і особливо в роки Другої імперії, Прудон зробив висновок, що вирішення суспільних розбіжностей, які мислимі ніби лише за допомогою врівноваження чинних у суспільстві соціальних сил. Прудон переносив центр ваги питання про соціальне перетворення на здійснення ідеї справедливості та моральне вдосконалення особистості людини (одна з умов втілення в життя своїх ідеалів Прудон вбачав у відмові жінок від роботи в промисловості та участі в суспільному житті). Він заступив також проєкти «ліквідації держави» ідеєю його федеративної перебудови, закликаючи роздрібнити сучасні централізовані держави на дрібні автономні області, наслідок чого виступав проти національно-визвольних рухів народів Італії й Польщі. Перед обличчям посилення могутності великого капіталу і розвитку фабрично-заводської промисловості, Прудон визнав необхідність переходу великих промислових підприємств і залізничних транспортів в руки асоціацій робітників і службовців, але продовжував відстоювати збереження приватної власності на засоби виробництва у всій решті промисловості й в сільському господарстві.

## Цікаві факти
Саме Прудону належить славнозвісний вислів
«Анархія — мати порядку»